# Ivanovice na Hané
Ivanovice na Hané (niem. Eiwanowitz) − miasto w Czechach, w kraju południowomorawskim. Według danych z 31 grudnia 2003 powierzchnia miasta wynosiła 2 146 ha, a liczba jego mieszkańców 2 884 osób.

## Demografia
| Rok             | 1970  | 1980  | 1991  | 2001  | 2003  |
| --------------- | ----- | ----- | ----- | ----- | ----- |
| Liczba ludności | 3 152 | 3 139 | 2 988 | 2 904 | 2 884 |

Źródło: Czeski Urząd Statystyczny